# Johan Mœhlin
Johan Mœhlin, föddes 19 mars 1684 i Södra Vi socken, Kalmar län, död 5 april 1733 i Åtvids socken, Östergötlands län, var en svensk präst i Åtvids församling.

## Biografi
Johan Mœhlin föddes 19 mars 1684 i Södra Vi socken. Han var son till bonden Lars. Mœhlin blev höstterminen 1708 student vid Uppsala universitet, Uppsala och tog magister 16 juni 1719. Han blev amanuens vid consistorium academicum, Uppsala 1719 och prästvigdes 11 augusti 1720. Mœhlin blev 28 juni 1721 rektor i Västerviks trivialskola och blev 17 maj 1727 kyrkoherde i Åtvids församling, Åtvids pastorat. Han avled 5 april 1733 i Åtvids socken.

### Familj
Mœhlin gifte sig 6 mars 1722 med Brita Lysing (1676–1761). Hon var dotter till kyrkoherden Andreas Lysing i Kvillinge församling och Emerentia Rydelius. Brita Lysing hade tidigare varit gift med kyrkoherden Johannes Wallerius i Hällestads socken.